# گلن‌دیل (نوادا)
گلن‌دیل (به انگلیسی: Glendale) یک منطقهٔ مسکونی در ایالات متحده آمریکا است که در نوادا واقع شده‌است.